# Vincze Géza (labdarúgóedző)
Vincze Géza (Fehérgyarmat, 1945. április 21. –) magyar labdarúgóedző, közgazdász. 2002–2024 között politikusként, hegyvidéki önkormányzati képviselőként tevékenykedett.

## Pályafutása
Vincze Géza tizenkét évesen kezdett focizni a Ferencvárosban. Játékos-pályafutása nem volt számottevő, végigjárta a korosztályos szamárlétrákat, egész a tartalékcsapatig jutott, ahol nagyon fiatalon megsérült, így ígéretesnek tűnő labdarúgó-karrierje megszakadt. Ezután kezdődött el edzői karrierje.
Vincze Géza két fél szezonon át ült a Fradi kispadján. 1984 tavaszán – 14 éves edzői múlttal a háta mögött – Novák Dezsőtől vette át a bajnoki tabella 12. helyén álló csapatot és maradt is a nem túl előkelő helyen az idény végén. ’85 tavaszát is vele kezdte meg a Fradi, de az MTK-VM elleni vereség után felállították a kispadról. Helyét egy korábbi Vasas-legenda, Sárosi László vette át. A Fradiból Algériába ment vezetőedzőnek. 1999 és 2001 között a Haladás vezetőedzőjeként tevékenykedett a magyar első osztályban.

## Végzettsége
Vincze Géza a Magyar Testnevelési Főiskola tanári szakán végzett 1968-ban. Ezek után tanulmányait az Eötvös Loránd Tudományegyetem Bölcsészettudományi Kar pszichológia szakán folytatta, ahol 1973-ban szerzett diplomát. Egy évvel később a Magyar Testnevelési Főiskola szakedzői szakát is elvégezte. Bő húsz évvel később (1995) a Budapesti Közgazdaságtudományi Egyetem Nemzetközi és Diplomáciai Tudományok Intézete BIGIS gazdaságdiplomáciai szakán diplomázott. A Semmelweis Egyetem Doktori Iskolájában a tanulmányait 2004-ben kezdte meg. Szakképzettségeinek listájához így hozzátartozik, hogy testnevelő tanár, szociálpszichológus, közgazdász, külügyi szakértő és labdarúgó szakedzői és UEFA A-licenc-szel is rendelkezik. Vincze négy nyelven is beszél: angolul, franciául, oroszul és arabul. 1998 óta a nevelés- és sporttudományok doktora. Az ő közege az utánpótlás nevelés volt mindig is.

## Sikerei, díjai
Al-Sinaa SC
- Iraki bajnokság
  - 3.: 1981–82

USM Bel-Abbès
- Algériai másodosztályú bajnokság
  - 1.: 1987–88

Egyéni
- MLSZ kiváló edző: 1984
- FTC örökös tag: 1990
- FTC aranydiploma: 1993
- Springer-díj: 1994
- FTC örökös bajnok: 1999
- FTC Jubileumi Aranydiploma: 1999
- Magyar Köztársasági Arany Érdemkereszt: 2005